# Loxophlebia rufescens
Loxophlebia rufescens är en fjärilsart som beskrevs av Rothschild 1911. Loxophlebia rufescens ingår i släktet Loxophlebia och familjen björnspinnare. Inga underarter finns listade i Catalogue of Life.